# Christa Wolf

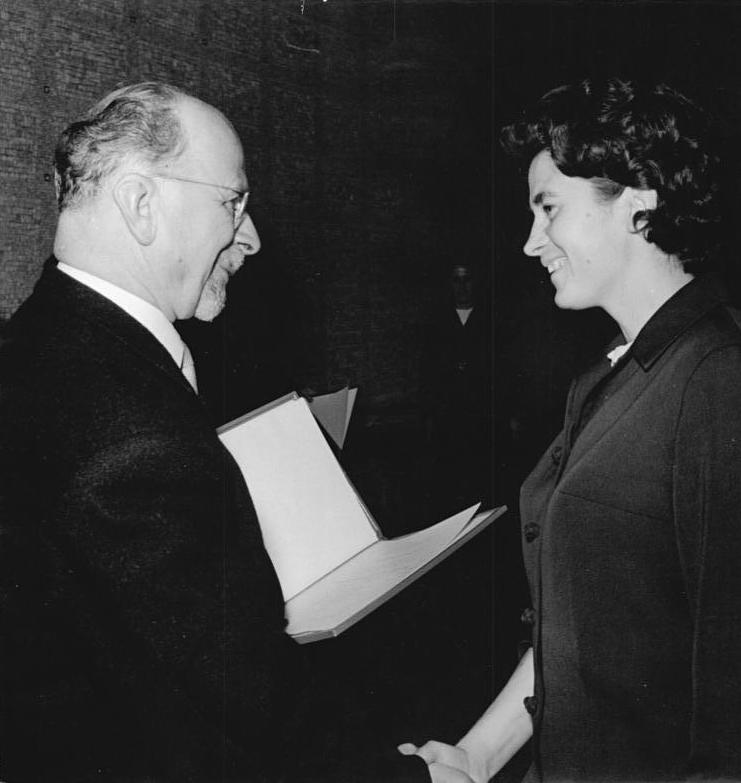
Ontvangst van de 'Nationalpreis' in 1964 van Walter Ulbricht

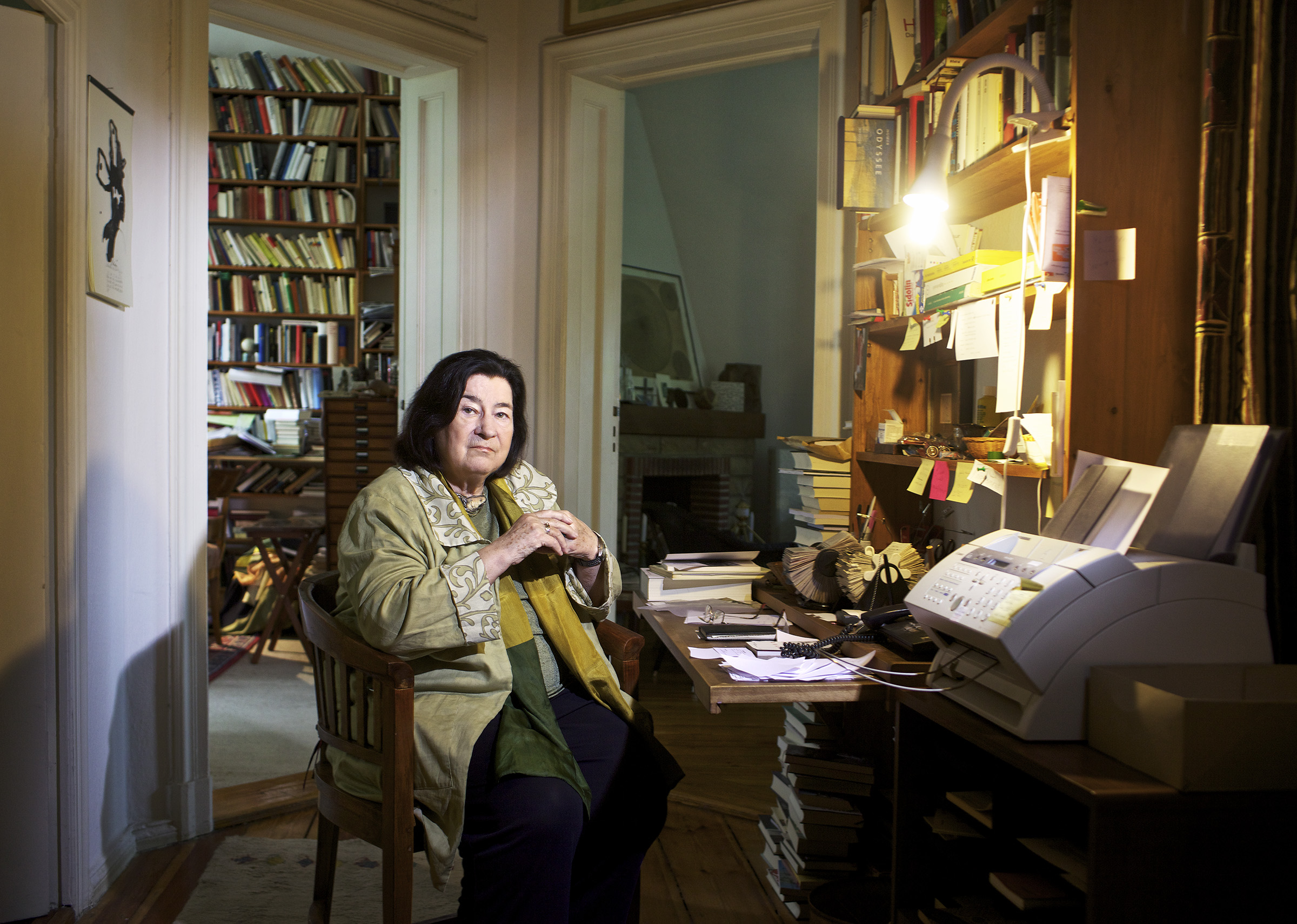
Christa Wolf gefotografeerd door Oliver Mark, Berlijn 2010

Christa Wolf (Landsberg an der Warthe, 18 maart 1929 – Berlijn, 1 december 2011) was een Duitse schrijfster uit de voormalige DDR.

## Levensloop
Christa Wolf werd geboren in wat heden ten dage het Poolse Gorzów Wielkopolski is; zij was de dochter van een handelaar. In 1945 vluchtte ze voor het Russische leger naar Mecklenburg. In 1949 ging ze germanistiek studeren te Jena en Leipzig. Reeds nadat ze de middelbare school verlaten had, werd ze lid van de SED. Zij werkte tussen 1953 en 1959 voor de Deutscher Schriftstellerverband en vervolgens op de redactie van het tijdschrift Neue Deutsche Literatur. Haar eerste publicatie in 1961, Moskauer Novelle, ging grotendeels onopgemerkt voorbij; desondanks werd zij in 1962 onafhankelijk schrijfster. Zij huwde in 1951 met de schrijver en uitgever Gerhard Wolf (1928-2023) en publiceerde met haar man een aantal filmscripts en bloemlezingen, waaronder Till Eulenspiegel. In 1963 publiceerde ze haar vertelling Der geteilte Himmel. Dit werk leidde in Oost-Duitsland tot controverses omdat het kritisch stond tegenover de Muur en omdat het over onderwerpen als zelfmoord ging, iets wat in de DDR officieel niet bestond. Daarnaast was het in een voor Oost-Duitse begrippen atypische stijl geschreven, omdat het niet chronologisch was. Wolf werd hiermee in de Bondsrepubliek opgemerkt als een voor de DDR ongewoon individualistisch auteur.
Wolf maakte gebruik van de beslissingen van de Tweede Bitterfelder Conferentie in 1964, waarop de Oost-Duitse overheid, bij wijze van experiment, besloot geen officiële beperkingen meer aan de literatuur op te leggen (deze vrijheid werd echter zeer snel weer ingetrokken). Wolf ontving de Nationalpreis für Kunst und Literatur. Haar roman Nachdenken über Christa T. was bijzonder kritisch voor het dwangmatige klimaat van het van bovenaf opgelegde socialistisch realisme; het hoofdpersonage weigert zich te integreren in een samenleving waarin ze niet gelooft. De roman werd in het Oosten zwaar bekritiseerd, maar in het Westen enthousiast onthaald. Kindheitsmuster is een grotendeels autobiografisch werk; Wolf distantieerde zich duidelijk van de SED, maar is tot 1990 lid gebleven. Kenmerkend voor dissidente literatuur in Oost-Duitsland is het gebruik van antiek-mythologische stof, die dan als allegorie gebruikt wordt om hedendaagse wantoestanden aan te klagen. Wolf deed dit met Kassandra, een vertelling die ook het probleem van de feministische literatuur behandelt. In 1978 ontving Wolf de Bremer Literaturpreis en in 1980 de Georg-Büchner-Preis.
Een merkwaardige vertelling van Christa Wolf is Was bleibt. Dit werk werd in 1979 geschreven en is het verslag van een periode waarin Wolf werd bespioneerd door de Stasi, een praktijk die in het Oost-Duitsland van de jaren 1970 en 1980 niet ongebruikelijk was. Het werk verhaalt onverbloemd de verregaande schaduwing van de schrijfster en de manier waarop ze ermee probeerde om te gaan en de reden ervan tevergeefs poogde te achterhalen. Pas in 1990, toen de DDR in elkaar aan het storten was, had ze de moed deze provocerende vertelling naar buiten te brengen. Ze werd ook bekritiseerd voor het feit dat ze pas tegen het uiterste einde van de DDR uit de SED is getreden; Wolf hoopte een alternatief socialisme te zien ontstaan en de snelle afbrokkeling van haar land na de val van de Muur leidde bij haar tot verwerkingsproblemen. Auf dem Weg nach Tabou is een verhalenbundel die haar zoeken naar een nieuwe culturele identiteit voor Duitsland illustreert.
In 1990 werd bekend dat Christa Wolf zelf burgerinformante was geweest van de Stasi. Tussen 1959 en 1962 werkte ze onder de deknaam 'IM Margarete' als informante voor de geheime dienst van de DDR. In haar boek Stadt der Engel schreef ze dat de openbaarmaking van haar informantenverleden als een verrassing kwam omdat ze dat zelf alweer vergeten was. Daarnaast stelde ze dat ze alleen maar onschuldige dingen had gemeld aan de Stasi over de personen waarover ze informatie verzamelde.
Uit de Stasi-archieven kwam echter een ander beeld naar voren.

## Werken
- Moskauer Novelle, 1961
- Der geteilte Himmel, 1963.
- Nachdenken über Christa T., 1969.
- Lesen und Schreiben, 1971. Essays.
- Unter den Linden, 1974. Essays.
- Kindheitsmuster, 1976.
- Kein Ort. Nirgends, 1979.
- Der Schatten eines Traums, 1979. Essay.
- Kassandra, 1983. Vertelling.
- Voraussetzungen einer Erzählung: Kassandra, 1983. Voordrachten.
- Was bleibt, 1990.
- Auf dem Weg nach Tabou, 1994.
- Medea. Stimmen, 1996.
- Stadt der Engel oder The Overcoat of Dr. Freud, 2010. Vertaald in het Nederlands, Stad der engelen of The Overcoat of Dr. Freud, Van Gennep, Amsterdam 2011.

- Bibsys: 90056085
- Biblioteca Nacional de Chile: 000097517
- Biblioteca Nacional de España: XX1719581
- Bibliothèque nationale de France: cb11929338z (data)
- Catàleg d'autoritats de noms i títols de Catalunya: 981058581051506706
- CiNii: DA01845099
- Gemeinsame Normdatei: 118634666
- International Standard Name Identifier: 0000 0001 2147 3104
- Library of Congress Control Number: n50014753
- Nationale Bibliotheek van Letland: 000201224
- MusicBrainz: 116615dc-7dbc-4e9a-b3e1-563c7b0e58f8
- Bibliotheek van het Japanse parlement: 00461296
- Nationale Bibliotheek van Tsjechië: jn19990009239
- Nationale bibliotheek van Australië: 35597183
- Nationale Bibliotheek van Israël: 987007270013205171
- Nationale Bibliotheek van Polen: a0000001179367
- Nationale en Universitaire bibliotheek Zagreb: 000000441
- Nederlandse Thesaurus van Auteursnamen: 068365381
- Réseau des bibliothèques de Suisse occidentale: 02-A003983126
- RKD-Nederlands Instituut voor Kunstgeschiedenis: 275206
- Istituto Centrale per il Catalogo Unico: CFIV012106
- LIBRIS: 212776
- Système universitaire de documentation: 027198928
- Trove: 1009147
- Virtual International Authority File: 109289723
- WorldCat: E39PBJh8R8gcvfrDYTwhDXHwG3